# Diedorf, Wartburg
Diedorf là một đô thị trong huyện Wartburg ở bang Thüringen, Đức. Đô thị này có diện tích 4,75 km².